# متقلبات إيبسيلونية
المتقلبات الإيبسيلونية (الاسم العلمي: Epsilonproteobacteria) هي طائفة من البكتيريا تتبع صف المتقلبات.، كباقي البكتيريا البروتينية هي سالبة الغرام.

## التصنيف
- العطيفيات